# Alphons Diepenbrock
Alphons Johannes Maria Diepenbrock (ur. 2 września 1862 w Amsterdamie, zm. 5 kwietnia 1921 tamże) – holenderski kompozytor.

## Życiorys
W dzieciństwie uczył się gry na fortepianie i skrzypcach oraz śpiewu. W zakresie kompozycji był samoukiem, prowadził samodzielne studia nad utworami renesansowych kompozytorów flamandzkich oraz Beethovena, Berlioza, Wagnera i Debussy’ego. W latach 1880–1888 studiował filologię klasyczną na Uniwersytecie Amsterdamskim, następnie pracował jako nauczyciel w gimnazjum w ’s-Hertogenbosch. W 1894 roku wrócił do Amsterdamu, gdzie udzielał prywatnie lekcji greki i łaciny. Zajmował się także komponowaniem. Publikował artykuły poświęcone muzyce, malarstwu, literaturze, historii, kulturze i polityce w różnych czasopismach, współpracował m.in. z periodykiem Die Nieuwe Gids.
Tworzył głównie muzykę wokalną, chóralną i na głosy solowe. Wypracował mocno zindywidualizowany język muzyczny, łączący w sobie silnie schromatyzowaną harmonikę opartą na twórczości Wagnera z polifonią wzorowaną na dziełach Palestriny. W późnych dziełach Diepenbrocka zauważalne jest odejście od polifonii w kierunku homofonii i wpływy twórczości kompozytorów francuskich. Skomponował m.in. Fünf Gesänge nach Goethe (1884), Missa in Die festo (1891), Te Deum (1897), Hymne aan Rembrandt (1906), Ave Maria (1889), Zwei Hymnen an die Nacht (1899), Bruiloftslied (1912), muzykę do sztuk scenicznych, ponad 30 pieśni.